# Tartonne
Tartonne ist eine französische Gemeinde mit 127 Einwohnern (Stand 1. Januar 2022) im Département  Alpes-de-Haute-Provence in der Region Provence-Alpes-Côte d’Azur. Sie gehört zum Arrondissement Castellane und zum Kanton Riez.

## Geographie
Rund 200 Hektare der Gemeindegemarkung sind bewaldet. Die angrenzenden Gemeinden sind Draix im Norden, Thorame-Basse und Lambruisse im Osten, Clumanc im Süden, Digne-les-Bains im Westen und Archail im Nordwesten.
Der Ortsteil Plan de Chaude wird von der Asse passiert.

## Bevölkerungsentwicklung
| Jahr      | 1962 | 1968 | 1975 | 1982 | 1990 | 1999 | 2008 | 2012 |
| --------- | ---- | ---- | ---- | ---- | ---- | ---- | ---- | ---- |
| Einwohner | 123  | 104  | 98   | 101  | 113  | 131  | 140  | 137  |

## Sehenswürdigkeiten

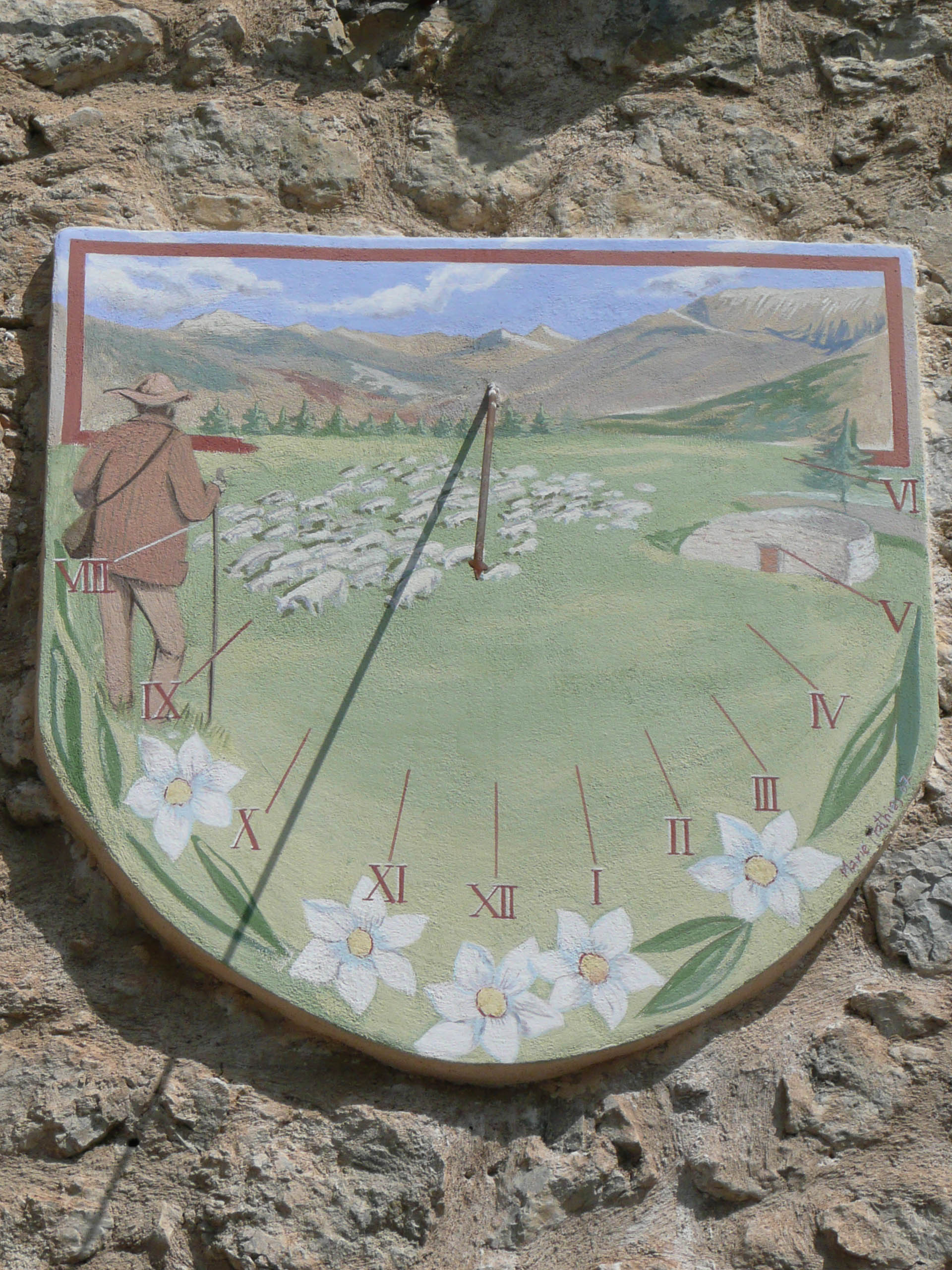
Sonnenuhr

- Kirche Notre-Dame d’Entraiques, Monument historique
- Source salée de Tartonne, Monument historique seit 1993
- Château de Maladrech, erbaut 1644
- Kapelle Sainte-Anne aus dem 17. Jahrhundert, restauriert 1830